# フランク・シャーウッド・ローランド
フランク・シャーウッド・ローランド（Frank Sherwood Rowland、1927年6月28日 - 2012年3月10日）は、アメリカ合衆国の化学者であり、1995年のノーベル化学賞、また1989年の日本国際賞の受賞者である。主に大気化学の分野において、大きな貢献をした人物である。

## 人物
オハイオ州出身。オハイオ・ウェスリアン大学卒業。1952年、シカゴ大学にて博士号を修得後、プリンストン大学、カンザス大学と経て、カリフォルニア大学アーバイン校（UCI）の教授となる。
1970年より、マサチューセッツ工科大学のマリオ・モリーナと共に大気化学の研究に打ち込む。
1978年には、全米科学アカデミーの一員に選ばれ、1993年にはアメリカ科学振興協会の会長を務めた。
彼のもっとも重要な貢献は、スプレーや冷媒などに使われていたクロロフルオロカーボン (CFC) がオゾン層を破壊する実態を発見し、世界規模のCFC規制をもたらしたところにある。これによって1995年に、モリナおよびドイツのパウル・クルッツェンと共にノーベル化学賞を受賞した。他、核兵器がもたらす大気への影響に関する研究や、地球温暖化に関する研究などにも携わっている。
ローランドの研究室があったアーバイン校の一校舎は、彼の偉業を称えてノーベル賞が授与された同年にローランドホール (Rowland Hall) と名付けられた。
2012年3月10日、カリフォルニア州ロスアンジェルス市内の私邸にてパーキンソン病の合併症のために死去。84歳没。

## 賞
- 1983年 タイラー賞
- 1989年 日本国際賞[2]
- 1990年 ディクソン賞科学部門
- 1993年 ピーター・デバイ賞
- 1994年 ロジャー・リベレメダル、アルベルト・アインシュタイン世界科学賞
- 1995年 ノーベル化学賞